# Vương tộc Habsburg-Lothringen
Nhà Habsburg-Lothringen (tiếng Đức: Haus Habsburg-Lothringen; tiếng Pháp: Maison de Habsbourg-Lorraine; tiếng Anh: House of Habsburg-Lorraine) là hoàng tộc đứng đầu Quân chủ Habsburg, thay thế cho Nhà Habsburg đã tuyệt tự dòng nam sau cái chết của Hoàng đế Karl VI. Hoàng tộc này được chính thức hình thành vào năm 1736, thông qua cuộc hôn nhân giữa Francis Stephen, Công tước xứ Lorraine với Maria Theresia của Áo, người thừa kế của Nhà Habsburg.
Sau cái chết của cha mình là hoàng đế Karl VI, Maria Theresia và chồng phải đương đầu với Chiến tranh Kế vị Áo, bà đã tuyên bố với thần dân của mình là sẽ cai trị Quân chủ Habsburg cùng với chồng. Sau cái chết của Karl VII của Thánh chế La Mã, bà đã đạt được thoả thuận với các Tuyển đế hầu của Đế quốc La Mã Thần thánh bầu chồng mình lên ngôi Hoàng đế La Mã Thần thánh với đế hiệu Franz I. Các con trai của họ là Joseph II và Leopold II, cùng cháu trai là Franz II nối tiếp nhau trở thành 3 Hoàng đế cuối cùng của Thánh chế La Mã, trước khi đế chế này tan rã vào năm 1806.
Tuy tuyên bố đồng cai trị cùng chồng, nhưng Maria Theresa không cho Franz đụng đến các sự vụ quan trọng trong đế chế. Những tước hiệu chính của bà gồm có: Nữ Đại công tước Áo, Nữ vương Bohemia, Nữ vương Hungary và Đại công tước phu nhân Toscana (trước đó là Công tước phu nhân Lorraine). Cái chết của Maria Theresa vào năm 1780 đã chính thức chấm dứt sự cai trị của người Nhà Habsburg ở Trung Âu, thay vào đó là kỷ nguyên của Vương tộc Lothringen với tên gọi mới là Nhà Habsburg-Lothringen.
Hậu duệ của Maria Theresa và Francis đã trở thành Hoàng đế của Đế chế La Mã Thần thánh, Đế quốc Áo, Đệ Nhị Đế chế México, Đế quốc Áo-Hung. Ngoài ra, thông qua các cuộc hôn nhân, Hoàng tộc Habsburg-Lorraine đã tạo ra các kết nối huyết thống với các hoàng tộc khắp châu Âu. Trong Đệ nhất thế chiến (1914-1918), Đế quốc Đức của Nhà Hohenzollern đã liên minh với Đế quốc Áo-Hung của Nhà Habsburg-Lorraine, cùng với các đồng minh là Vương quốc Bulgaria và Đế quốc Ottoman tạo ra Liên minh Trung tâm, thực hiện chiến tranh với phe Hiệp Ước (chủ yếu là Anh, Pháp, Đế quốc Nga và sau đó là Hoa Kỳ, Brasil). Phe Liên minh Trung tâm thất bại, dẫn đến toàn bộ Đế quốc Áo-Hung bị tan rã, Hoàng tộc Habsburg-Lorraine đã mất quyền lực trên toàn lãnh thổ của mình ở châu Âu, điều này cũng tương tự như Hoàng tộc Hohenzollern của Đế quốc Đức.

## Lịch sử
Thành viên đầu tiên của Nhà Habsburg-Lothringen cai trị Đế chế La Mã Thần thánh chính là Hoàng đế Joseph II, một vị vua có chủ quyền trong Thời kỳ Khai sáng. Ông đã thực hiện nhiều cải cách, hầu hết đều gây bất lợi cho giới tăng lữ. Sau khi Joseph II qua đời vào năm 1790, em trai ông là Leopold, Đại công tước xứ Toscana lên kế vị với đế hiệu là Leopold II, vào năm 1791 vị hoàng đế này đã mời các cường quốc châu Âu giúp đỡ Hoàng gia Pháp dập tắt các lý tưởng của cuộc Cách mạng Pháp mà không cần sự can thiệp của quân đội. Ông mất vài ngày trước khi Pháp tuyên chiến với Áo.
Năm 1792, con trai của Leopold là Franz II, lên ngôi hoàng đế ở Frankfurt. Sau khi vua Louis XVI của Pháp cùng vương hậu và nhiều quý tộc Pháp bị chính quyền cách mạng chặt đầu, ông cùng các quân chủ châu Âu khác thành lập Liên minh thứ nhất chống lại nước Pháp Cách mạng. Liên quân ban đầu ghi nhận một số thành công, nhưng nhanh chóng bắt đầu rút lui, đặc biệt là trên Bán đảo Ý, nơi người Áo liên tục bị đánh bại bởi tướng Napoléon Bonaparte.
Với Hiệp ước Campo Formio năm 1797, lãnh thổ Milan được giao cho Đệ Nhất Cộng hòa Pháp, trong khi người Áo chiếm lại Veneto, Istria và Dalmatia. Hiệp ước này được theo sau bởi các hiệp ước khác làm giảm quyền thống trị của Nhà Habsburg-Lorraine đối với Áo, Bohemia và Hungary; Francis II cũng bị buộc phải từ bỏ tước hiệu Hoàng đế La Mã Thần thánh, nhưng sau đó ông đã lập ra Đế quốc Áo và tự xưng là Hoàng đế, để khắc phục sự mất mát này.
Sau thất bại tại trận Leipzig (1813) và trận Waterloo (1815), Napoléon Bonaparte bị đày đến đảo Saint Helena, nơi ông qua đời.
Năm 1815, Đại hội Viên được thành lập để khôi phục lại các nhà nước quân chủ trên khắp châu Âu mà Cách mạng Pháp và Đệ Nhất Đế chế Pháp của Napoleon đã xâm chiếm hoặc thay đổi ngôi vị. Các lãnh thổ của Nhà Habsburg-Lorraine đã được khôi phục lại hiện trạng như ban đầu. Liên minh Thần thánh được thành lập bởi Đế quốc Áo, Đế quốc Nga và Vương quốc Phổ, với nhiệm vụ là đàn áp tất cả các phong trào cách mạng thân Pháp hoặc đòi xoá bỏ chế độ quân chủ nổ ra trên khắp lục địa già.
Trong những năm cai trị sau này, Hoàng đế Franz II đã theo đuổi chính sách tập trung hoá theo lời khuyên của Thủ tướng Metternich. Nhưng chính điều này và lý tưởng độc lập mới nổi ở châu Âu đã thổi bùng lên Cách mạng 1848, càn quét khắp châu Âu. Hoàng thân Metternich bị mất ghế Thủ tướng Đế chế Áo. Hoàng đế Ferdinand I của Áo phải tuyên bố thoái vị để ủng hộ người cháu của mình Franz Joseph I, người này lên ngôi khi mới 18 tuổi với đế hiệu là Franz Joseph I.

## Sau khi Áo - Hung sụp đổ
Sau Chiến tranh Thế giới I, Nhà Habsburg – Lorraine từ chối tuyên thệ trung thành với Cộng hoà Áo mới, do đó các thành viên trong hoàng tộc bị buộc phải lưu vong và tài sản của họ bị tịch thu. Luật lưu vong vẫn được áp dụng cho các hậu duệ của Hoàng đế Karl I trong điều kiện tương tự. Otto von Habsburg, người đứng đầu hoàng tộc này trước đây là thành viên của Nghị viện châu Âu, đã ký Đạo luật công nhận Cộng hoà Áo. Điều này đồng nghĩa với việc ông từ bỏ chế độ quân chủ và quyền kế vị của con cháu mình để đổi lấy việc chấm dứt lưu vong. Ông được biết đến ở Cộng hòa Áo với cái tên Tiến sĩ Otto Habsburg-Lothringen, vì Cộng hòa này không chính thức công nhận danh hiệu quý tộc. Có những hậu duệ của Habsburg-Lorraine không phải là hậu duệ của Otto tiếp tục sống ở nước ngoài do họ không muốn từ bỏ quyền kế vị ngai vàng của Đại công quốc Áo trước đây.
Lãnh đạo hiện tại của Nhà Habsburg-Lorraine là Karl von Habsburg, người kế vị cha mình là Otto làm người đứng đầu hoàng gia sau khi cha ông từ bỏ vai trò này vào năm 2007. Karl là cháu trai cả của hoàng đế cuối cùng của Áo-Hungary.

### Nhà Habsburg-Lorraine hiện nay
Lãnh đạo hiện tại của Nhà Habsburg-Lorraine là Karl von Habsburg, người kế vị cha mình là Otto làm người đứng đầu hoàng gia sau khi cha ông từ bỏ vai trò này vào năm 2007. Karl là cháu trai cả của vị hoàng đế cuối cùng của Đế quốc Áo-Hungary, Charles I.
- Leopold II của Thánh chế La Mã (1747–1792)
  -  Hoàng đế Francis I (1768–1835)
    -  Hoàng đế Ferdinand I (1793–1875)
    -  Đại công tước Franz Karl (1802–1878)
      -  Hoàng đế Franz Joseph I (1830–1916)
        -  Thái tử Rudolf (1858–1889)

      -  Đại công tước Karl Ludwig (1833–1896)
        -  Đại công tước Franz Ferdinand (1863–1914); Quý tiện kết hôn với Sophie, Nữ Công tước của Hohenberg
        -  Đại công tước Otto Francis (1865–1906)
          -  Hoàng đế Charles I (1887–1922)
            -  Thái tử Otto (1912–2011)
              - Đại công tước Karl (sinh 1961)
                -  (1) Đại công tước Ferdinand (sinh 1997)

              -  (2) Đại công tước Georg (b. 1964); kết hôn với Nữ công tước Eilika của Oldenburg
                -  (3)Đại công tước Karl-Konstantin (sinh 2004)

            -  Đại công tước Robert của Áo-Este (1915–1996)
              - (4) Đại công tước Lorenz của Áo-Este (sinh 1955); kết hôn với Công chúa Astrid của Bỉ
                - (5) Archduke Amedeo of Austria-Este (b. 1986); kết hôn với Elisabetta Maria Rosboch von Wolkenstein
                  - (6) Đại công tước Maximilian của Áo-Este (b. 2019)

                - (7) Đại công tước Joachim của Áo-Este (b. 1991)

              - (8) Đại công tước Gerhard của Áo-Este (b. 1957); Kết hôn với Iris Jandrasits
              - (9) Đại công tước Martin của Áo-Este (b. 1959); kết hôn với Công chúa Katharina von Isenburg
                - (10) Đại công tước Bartholomäus của Áo-Este (b. 2006)
                - (11) Đại công tước Emmanuel của Áo-Este (b. 2008)
                -  (12) Đại công tước Luigi Amedeo của Áo-Este (b. 2011)

            -  Đại công tước Felix (1916–2011)
              - (13) Đại công tước Carlos Felipe (b. 1954), về mặt hình thái (?) kết hôn năm 1994 với (1) [divorced (and annulled ?) in 1997] Martina Donath, (2) [civilly (and religiously ?)] Annie-Claire Lacrambe, two sons, one by either marriage (the eldest one was born before marriage).
                - (14) Đại công tước Louis-Damian (b. 1998)

              - Đại công tước Raimund (1958–2008), kết hôn với Bettina Götz
                - (15) Đại công tước Felix (b. 1996)

              - (16) Đại công tước István (b. 1961), kết hôn với Paola de Temesváry
                - (17) Đại công tước Andreas (b. 1994)
                -  (18) Đại công tước Pál (b. 1997)

            -  Đại công tước Carl Ludwig (1918–2007)
              - (19) Đại công tước Rudolf (b. 1950); kết hôn với Baroness Hélène de Villenfagne de Vogelsanck (marriage retroactively approved as dynastic)[6]
                - (20) Đại công tước Carl Christian (b. 1977); kết hôn với Estelle de Saint-Romain
                - (21) Father Johannes Habsburg (b. 1981), một linh mục của Cộng đồng Thánh Thể
                - (22) Đại công tước Thomas (b. 1986)
                - (23) Đại công tước Franz-Ludwig (b. 1988)
                - (24) Đại công tước Michael (b. 1990)
                -  (25) Đại công tước Josef (b. 1991)

              -  (26) Đại công tước Carl Christian (b. 1954); kết hôn với Công chứa Marie Astrid của Luxembourg
                - (27) Đại công tước Imre (b. 1985); kết hôn với Kathleen Walker
                - (28) Đại công tước Christoph (b. 1988), kết hôn với Adélaïde Drapé-Frisch
                  - (29) Đại công tước Josef (b. 2020)

                -  (30) Đại công tước Alexander (b. 1990)

            -  Đại công tước Rudolf (1919–2010)
              - (30) Đại công tước Karl Peter (b. 1955); Kết hôn với công chúa Alexandra von Wrede
                - (31) Đại công tước Lorenz (b. 2003)

              - (32) Đại công tước Simeon (b. 1958); kết hôn với Công chúa María của Bourbon-Hai Sicilia 
                - (33) Đại công tước Johannes (b. 1997)
                - (34) Đại công tước Ludwig (b. 1998)
                -  (35) Đại công tước Philipp (b. 2007)

          -  Đại công tước Maximilian Eugen (1895–1952)
            -  Đại công tước Ferdinand (1918–2004)
              -  (36) Đại công tước Maximilian (b. 1961); kết hôn với Sara Maya Al-Askari
                - (37) Đại công tước Nikolaus (b. 2005)
                - (38) Đại công tước Constantin (b. 2007)

            -  Đại công tước Heinrich (1925–2014)
              - (39) Đại công tước Philipp (b. 1962); kết hôn với Mayasuni Heath
              - (40) Đại công tước Ferdinand (b. 1965); kết hôn với Countess Katharina von Hardenberg
                -  (41) Đại công tước Jakob-Maximilian (b. 2002)

              -  (42) Đại công tước Konrad (b. 1971); kết hôn với Ashmita Goswami.

  -  Ferdinand III, Đại Công tước của Toscana (1769–1824), người sáng lập chi nhánh Tuscany của hoàng gia.
    -  Leopold II, Đại công tước của Toscana (1797–1870)
      -  Ferdinand IV, Đại công tước của Toscana (1835–1908)
        -  Đại công tước Peter Ferdinand (1874–1948)
          -  Đại công tước Gottfried (1902–1984)
            -  Đại công tước Leopold Franz, Hoàng tử của Toscana (1942-2021)
              - (43) Đại công tước Sigismund, Đại thế tử của Toscana (b. 1966); kết hôn với Elyssa Edmonstone
                - (44) Đại công tước Leopold, Đại thế tử của Toscana(b. 2001)
                -  (45) Đại công tước Maximilian, Hoàng tử của Toscana (b. 2004)

              - (46) Đại công tước Guntram, Hoàng tử của Tuscany (b. 1967); morganatically (in Tuscany) married to Debora de Sola, recognised as Countess von Habsburg [marriage retroactively approved as dynastic (only in Austria)][6]
                - (47) Tiziano Leopold, Bá tước von Habsburg (b. 2004), giữ quyền triều đại Áo-Hung của mình.[6]

          -  Đại công tước Georg, Hoàng tử của Toscana (1905–1952)
            - (48) Đại công tước Radbot, Hoàng tử của Toscana (b. 1938); hôn phối với Caroline Proust.
            -  (49) Đại công tước Georg, Hoàng tử của Toscana (b. 1952).

      -  Đại công tước Karl Salvator, Hoàng tử của Toscana (1839–1892)
        -  Đại công tước Leopold Hoàng tử của Toscana (1863–1931)
          -  Đại công tước Anton, Hoàng tử của Toscana (1901–1987)
            -  (50) Đại công tước Dominik, Hoàng tử của Toscana (b. 1937); morganatically married twice to (1) [divorced] Engel von Voss, 2 sons; (2) Emmanuela (Nella) Mlynarski.

        -  Đại công tước Franz Salvator, Hoàng tử của Toscana (1866–1939)
          -  Đại công tước Hubert Salvator, Hoàng tử của Toscana (1894–1971)
            - Đại công tước Friedrich Salvator, Hoàng tử của Toscana (1927–1999)
              - (51) Đại công tước Leopold, Hoàng tử của Toscana (b. 1956)
              -  (52) Đại công tước Alexander Salvator, Hoàng tử của Toscana (b. 1959); kết hôn với Nữ bá tước Maria-Gabriele von Waldstein
                - (53) Đại công tước Constantin Salvator, Hoàng tử của Toscana (b. 2002)
                -  (54) Đại công tước Paul Salvator, Hoàng tử của Toscana (b. 2003)

            - (55) Đại công tước Andreas Salvator, Hoàng tử cúa Toscana (b. 1936); kết hôn với (1) [divorced 2001 (and annulled 2002)] Maria de la Piedad Espinosa de los Monteros y Rosillo (2) 2001 (civilly) and 2003 (religiously) Countess Valerie Podstatzky-Lichtenstein. Issue by the second marriage only.
              -  (56) Đại công tước Casimir Salvator, Hoàng tử của Toscana (b. 2003)

            - (57) Đại công tước Markus, Hoàng tử của Toscana (b. 1946); married morganatically to Hildegard (Hilde) Maria Jungmayr, with issue.
            - (58) Đại công tước Johann, Hoàng tử của Toscana (b. 1947); married morganatically to Anne-Marie Stummer, with issue.
            -  (59)Đại công tước Michael, Hoàng tử của Toscana (b. 1949); kết hôn năm 1992 với Eva Antonia von Hofmann, có với nhau 1 con gái.

          -  Đại công tước Theodore Salvator, Hoàng tử của Toscana (1899–1978)
            - (60) Đại công tước Carl Salvator, Hoàng tử của Toscana (b. 1936); kết hôn với Edith Wenzl Frn von Sternbach [marriage retroactively approved as dynastic (only in Austria)][6]
              - (61) Bá tước Matthias của Habsburg (b. 1971), keeps his Austro-Hungarian dynastic rights;[6] married in 1995 to (1) [divorced and annulled] Sabine Binder, (2) 1999 [civilly and religiously] Eva Anderle. Had issue by second marriage.
                - (62) Bá tước Nikolaus của Habsburg (b. 2000), keeps his Austro-Hungarian dynastic rights.[6]
                - (63) Bá tước Jakob của Habsburg (b. 2001), keeps his Austro-Hungarian dynastic rights.[6]
                -  (64) Count Martin of Habsburg (b. 2011), keeps his Austro-Hungarian dynastic rights.[6]

              - (65) Bá tước Johannes của Habsburg (b. 1974), keeps his Austro-Hungarian dynastic rights;[6] married to Katharina Lieselotte Riedl Edle von Riedenstein
              - (66) Bá tước Bernhard của Habsburg (b. 1977), keeps his Austro-Hungarian dynastic rights.[6]
              -  (67) Bá tước Benedikt của Habsburg (b. 1983), keeps his Austro-Hungarian dynastic rights.[6]

          -  Đại công tước Clemens Salvator, Hoàng tử của Toscana (1904–1974); married to Elisabeth Gfn Rességuier de Miremont [marriage retroactively approved as dynastic (only in Austria)][6]
            - (68) Clemens, Hoàng tử von Altenburg (b. 1932), retroactively integrated into the dynasty;[6] married to Laurence Costa de Beauregard
              - (69) Philipp, Hoàng tử von Altenburg (b. 1966), retroactively integrated into the dynasty.[6]

            - (70) Georg, Hoàng tử von Altenburg (b. 1933), retroactively integrated into the dynasty.[6]
            - Peter, Hoàng tử von Altenburg (1935–2008), retroactively integrated into the dynasty;[6] married to Juliane Gfn von Waldstein-Forni
              -  (71) Friedrich, Hoàng tử von Altenburg (b. 1966), retroactively integrated into the dynasty;[6] married to Gabriele Gfn von Walterskirchen
                - (72) Emanuel, Hoàng tử von Altenburg (b.2002)
                -  (73) Nikolaus, Prince von Altenburg (b. 2008)

              -  (74) Leopold, Hoàng tử von Altenburg (b. 1971), retroactively integrated into the dynasty.[6]

            - (75) Franz Josef, Hoàng tử von Altenburg (1941-2021), retroactively integrated into the dynasty;[6] married to Christa Frn von Härdtl
            -  (76) Johannes, Hoàng tử von Altenburg (b. 1949), retroactively integrated into the dynasty.[6]

  - Đại công tước Charles, Công tước của Teschen (1771–1847), adopted by Albert của Saxe-Teschen starting the Teschen branch of the Habsburg-Lorraine dynasty.
    -  Đại công tước Karl Ferdinand của Áo (1818–1874)
      -  Đại công tước Charles Stephen của Áo (1860–1933)
        -  Đại công tước Leo Karl của Áo (1893–1939); kết hôn với Maria-Klothilde von Thuillières Gfn von Montjoye-Vaufrey et de la Roche
          -  Bá tước Leo Stefan của Habsburg (1928-2020), retroactively integrated into the dynasty.[6]
            -  (77) Albrecht Stanislaus, Bá tước của Habsburg (b. 1963).
            -  (78) Hubertus Karl, Bá tước của Habsburg (b. 1967).
            -  (79) Philipp Bernhard, Bá tước của Habsburg (b. 1974).
            -  (80) Leo Stefan, Bá tước của Habsburg (b. 1985).

  -  Đại công tước Joseph, Bá tước của Hungary (1776–1847)
    -  Archduke Joseph Karl (1833–1905)
      -  Đại công tước Joseph August (1872–1962)
        -  Đại công tước Joseph Francis (1895–1957)
          - Đại công tước Joseph Árpád (1933–2017)
            - (81) Đại công tước Joseph Karl (b. 1960); kết hôn với Công chúa Margarete von Hohenberg
              - (82) Đại công tước Joseph Albrecht (b. 1994)
              - (83) Đại công tước Paul Leo (b. 1996)

            - (84) Đại công tước Andreas-Augustinus (b. 1963); Kết hôn với Nữ bá tước Marie-Christine von Hatzfeldt-Dönhoff
              - (85) Đại công tước Friedrich-Cyprian (b. 1995)
              - (86) Đại công tước Pierre (b. 1997)
              - (87) Đại công tước Benedikt-Alexander (b. 2005)

            - (88) Đại công tước Nikolaus (b. 1973); kết hôn với Eugenia de Calonje y Gurrea
              - (89) Đại công tước Nicolás (b. 2003)
              -  (90) Đại công tước Santiago (b. 2006)

            -  (91) Đại công tước Johannes (b. 1975); kết hôn với María Gabriela Montenegro Villamizar
              - (92) Đại công tước Johannes (b. 2010)
              - (93) Đại công tước Alejandro (b. 2011)
              -  (94) Đại công tước Ignacio (b. 2013)

          - (95) Đại công tước Géza (b. 1940); married morganatically twice to (1) [divorced] Monika Decker and (2) [civilly] Elizabeth Jane Kunstadter. Issue by both marriages.
          -  (96) Đại công tước Michael (b. 1942); kết hôn với công chúa Christiana của Löwenstein-Wertheim-Rosenberg, his brother's sister-in-law.
            - (97) Đại công tước Eduard (b. 1967); kết hôn với Baroness Maria Theresia von Gudenus
              -  (98) Đại công tước Paul Benedikt (b. 2000)

            -  (99) Cha Paul Habsburg (sinh năm 1968), một linh mục của Legion of Christ